# Sabellaria guinensis
Sabellaria guinensis är en ringmaskart som beskrevs av Augener 1918. Sabellaria guinensis ingår i släktet Sabellaria och familjen Sabellariidae. Inga underarter finns listade i Catalogue of Life.